# Szicília–Tunézia-alagút
A Szicília–Tunézia-alagút egy tervezett vasúti alagút Szicília és Tunézia között a Földközi-tenger alatt. A terv szerint öt alagút épülne mintegy 155 km hosszan négy mesterséges sziget között, amelyeket a kitermelt földből építenének fel. Az ENEA is érdeklődik a terv iránt, szeretne egy előzetes tanulmányt készíteni a megvalósíthatóságról.
A Szicíliai-szoroson át vezető összeköttetés 2011-től autós kompjárattal és légi úton lehetséges. Vannak kompjáratok Palermo-Tunisz (heti 3 oda-vissza út), Trapani-Tunisz (heti 1 oda-vissza út), Civitavecchia-Tunisz (heti 2 oda-vissza út), Genova-Tunisz és Marseille-Tunisz között.